# 菲尔格茨霍芬
菲尔格茨霍芬是德国巴伐利亚州的一个市镇。总面积27.10平方公里，总人口2531人，其中男性1277人，女性1254人（2011年12月31日），人口密度93人/平方公里。